# Segunda Categoría de Manabí 2021
El Campeonato Provincial de Segunda Categoría de Manabí 2021 fue un torneo de fútbol en Ecuador en el cual compitieron equipos de la provincia de Manabí. El torneo fue organizado por Asociación de Fútbol No Amateur de Manabí (AFNAM) y avalado por la Federación Ecuatoriana de Fútbol. El torneo empezó el 3 de julio y finalizó el 14 agosto. Participaron 8 clubes de fútbol y entregó tres cupos a los play-offs del Ascenso Nacional 2021 por el ascenso a la Serie B, además el campeón provincial clasificó a la primera fase de la Copa Ecuador 2022.

## Sistema de campeonato
El sistema determinado por la Asociación de Fútbol No Amateur de Manabí fue el siguiente:
- Primera fase: Los 8 equipos fueron divididos en dos grupos de cuatro clubes cada uno, jugaron todos contra todos ida y vuelta (6 fechas), los dos primeros de cada grupo avanzaron a la siguiente etapa.

- Fase final: Los 4 equipos clasificados de la etapa anterior se enfrentaron entre sí en play-offs eliminatorios para determinar al campeón y subcampeón del torneo que clasificaron a los play-offs del Ascenso Nacional 2021, las semifinales fueron ida y vuelta con el siguiente orden: 1.º Grupo A vs. 2.º Grupo B y 1.º Grupo B vs. 2.º Grupo A. La final fue a partido único en el estadio Jocay de la ciudad de Manta, así mismo hubo un partido por el tercer puesto entre los equipos perdedores de las semifinales, el ganador también clasificó a los play-offs del Ascenso Nacional 2021.

## Equipos participantes
| Equipos participantes                    | Equipos participantes | Equipos participantes                              |
| ---------------------------------------- | --------------------- | -------------------------------------------------- |
|                                          |                       |                                                    |
| Equipo                                   | Ciudad                | Estadio                                            |
| Fijalán Fútbol Club                      | Manta                 | Estadio Jocay                                      |
| Club Deportivo Ciudad de Pedernales      | Pedernales            | Estadio Maximino Puertas                           |
| Germud Fútbol Club                       | Pichincha             | Estadio de la Liga Deportiva Cantonal de Pichincha |
| Club Deportivo Mao Sport                 | Montecristi           | Estadio Metropolitano Eloy Alfaro                  |
| Portoviejo Fútbol Club                   | Portoviejo (Calderón) | Estadio Carlos Alberto Flores                      |
| Club Social, Cultural y Deportivo Halley | Jipijapa              | Estadio Arturo Zavála Ramírez                      |
| Club Social y Deportivo Colón            | Portoviejo            | Estadio Reales Tamarindos                          |
| Calceta Fútbol Club                      | Calceta               | Estadio Juan Manuel Álava                          |

## Equipos por cantón
| Cantón                                                | N.º | Equipos                              |
| ----------------------------------------------------- | --- | ------------------------------------ |
| Portoviejo                                            | 2   | - Portoviejo F. C. - Deportivo Colón |
| [[Archivo:\|20x20px\|border\|Bandera de Manta]] Manta | 1   | - Fijalán                            |
| Montecristi                                           | 1   | - Mao Sport                          |
| Pichincha                                             | 1   | - Germud F. C.                       |
| Pedernales                                            | 1   | - Ciudad de Pedernales               |
| Bolívar                                               | 1   | - Calceta F. C.                      |
| Jipijapa                                              | 1   | - Halley                             |

## Primera fase

### Grupo A

#### Clasificación
| Pos. | Equipo               | Pts. | PJ | G | E | P | GF | GC | Dif. | Clasificación |
| ---- | -------------------- | ---- | -- | - | - | - | -- | -- | ---- | ------------- |
| 1    | Fijalán              | 16   | 6  | 5 | 1 | 0 | 17 | 2  | +15  | Fase final    |
| 2    | Ciudad de Pedernales | 13   | 6  | 4 | 1 | 1 | 13 | 3  | +10  | Fase final    |
| 3    | Germud F. C.         | 3    | 6  | 1 | 0 | 5 | 2  | 13 | −11  |               |
| 4    | Calceta F. C.        | 3    | 6  | 1 | 0 | 5 | 5  | 19 | −14  |               |

 Fuente: Aso Manabí, @AscensoEcuador
Criterios de clasificación: 1) Puntos; 2) Diferencia de goles; 3) Goles marcados

#### Evolución de la clasificación
| Equipo / Jornada     | 01 | 02 | 03 | 04 | 05 | 06 |
| -------------------- | -- | -- | -- | -- | -- | -- |
| Fijalán              | 1  | 1  | 1  | 1  | 1  | 1  |
| Ciudad de Pedernales | 2  | 2  | 2  | 2  | 2  | 2  |
| Germud F. C.         | 4  | 4  | 3  | 4  | 4  | 3  |
| Calceta F. C.        | 3  | 3  | 4  | 3  | 3  | 4  |

#### Resultados
- Los horarios corresponden al huso horario de Ecuador: (UTC-5).

| Germud F. C.  | 0 - 1 | Ciudad de Pedernales | LDC de Pichincha  | 3 de julio | 15:00 |
| Calceta F. C. | 1 - 2 | Fijalán              | Juan Manuel Álava | 3 de julio | 15:00 |

| Fijalán              | 7 - 0 | Germud F. C.  | Eugenio Espejo   | 10 de julio | 12:00 |
| Ciudad de Pedernales | 4 - 0 | Calceta F. C. | Maximino Puertas | 10 de julio | 15:30 |

| Germud F. C.         | 2 - 1 | Calceta F. C. | LDC de Pichincha | 14 de julio | 11:00 |
| Ciudad de Pedernales | 1 - 1 | Fijalán       | Maximino Puertas | 14 de julio | 16:00 |

| Calceta F. C. | 2 - 0 | Germud F. C.         | Juan Manuel Álava | 17 de julio | 10:45 |
| Fijalán       | 1 - 0 | Ciudad de Pedernales | Eugenio Espejo    | 17 de julio | 12:00 |

| Calceta F. C. | 1 - 6 | Ciudad de Pedernales | Juan Manuel Álava | 24 de julio | 10:00 |
| Germud F. C.  | 0 - 1 | Fijalán              | LDC de Pichincha  | 24 de julio | 11:00 |

| Fijalán              | 5 - 0 | Calceta F. C. | Eugenio Espejo        | 28 de julio | 15:30 |
| Ciudad de Pedernales | 1 - 0 | Germud F. C.  | Luis Arnulfo Cevallos | 28 de julio | 15:30 |

#### Tabla de resultados cruzados
| Local \ Visitante    | GER | CAL | FIJ | PED |
| -------------------- | --- | --- | --- | --- |
| Germud F. C.         | —   | 2–1 | 0–1 | 0–1 |
| Calceta F. C.        | 2–0 | —   | 1–2 | 1–6 |
| Fijalán              | 7–0 | 5–0 | —   | 1–0 |
| Ciudad de Pedernales | 1–0 | 4–0 | 1–1 | —   |

### Grupo B

#### Clasificación
| Pos. | Equipo           | Pts. | PJ | G | E | P | GF | GC | Dif. | Clasificación |
| ---- | ---------------- | ---- | -- | - | - | - | -- | -- | ---- | ------------- |
| 1    | Portoviejo F. C. | 16   | 6  | 5 | 1 | 0 | 16 | 4  | +12  | Fase final    |
| 2    | Deportivo Colón  | 10   | 6  | 3 | 1 | 2 | 13 | 5  | +8   | Fase final    |
| 3    | Mao Sport        | 9    | 6  | 3 | 0 | 3 | 11 | 9  | +2   |               |
| 4    | Halley           | 0    | 6  | 0 | 0 | 6 | 1  | 23 | −22  |               |

 Fuente: Aso Manabí, @AscensoEcuador
Criterios de clasificación: 1) Puntos; 2) Diferencia de goles; 3) Goles marcados

#### Evolución de la clasificación
| Equipo / Jornada | 01 | 02 | 03 | 04 | 05 | 06 |
| ---------------- | -- | -- | -- | -- | -- | -- |
| Portoviejo F. C. | 2  | 1  | 1  | 1  | 1  | 1  |
| Deportivo Colón  | 1  | 2  | 3  | 3  | 3  | 2  |
| Mao Sport        | 3  | 3  | 2  | 2  | 2  | 3  |
| Halley           | 4  | 4  | 4  | 4  | 4  | 4  |

#### Resultados
- Los horarios corresponden al huso horario de Ecuador: (UTC-5).

| Deportivo Colón  | 5 - 0 | Halley    | Baltazar Guevara      | 3 de julio | 10:00 |
| Portoviejo F. C. | 2 - 1 | Mao Sport | Carlos Alberto Flores | 3 de julio | 12:00 |

| Mao Sport | 1 - 0 | Deportivo Colón  | Metropolitano Eloy Alfaro | 10 de julio | 10:00 |
| Halley    | 0 - 1 | Portoviejo F. C. | Arturo Zavála Ramírez     | 10 de julio | 10:00 |

| Portoviejo F. C. | 1 - 1 | Deportivo Colón | Carlos Alberto Flores | 14 de julio | 12:00 |
| Halley           | 1 - 4 | Mao Sport       | Arturo Zavála Ramírez | 14 de julio | 15:00 |

| Deportivo Colón | 1 - 2 | Portoviejo F. C. | Baltazar Guevara          | 17 de julio | 10:30 |
| Mao Sport       | 3 - 0 | Halley           | Metropolitano Eloy Alfaro | 18 de julio | 10:00 |

| Deportivo Colón  | 3 - 1 | Mao Sport | Baltazar Guevara      | 24 de julio | 10:00 |
| Portoviejo F. C. | 7 - 0 | Halley    | Carlos Alberto Flores | 24 de julio | 12:00 |

| Halley    | 0 - 3 | Deportivo Colón  | Arturo Zavála Ramírez     | 28 de julio | 15:00 |
| Mao Sport | 1 - 3 | Portoviejo F. C. | Metropolitano Eloy Alfaro | 28 de julio | 15:00 |

#### Tabla de resultados cruzados
| Local \ Visitante | COL | MAO | POR | HAL |
| ----------------- | --- | --- | --- | --- |
| Deportivo Colón   | —   | 3–1 | 1–2 | 5–0 |
| Mao Sport         | 1–0 | —   | 1–3 | 3–0 |
| Portoviejo F. C.  | 1–1 | 2–1 | —   | 7–0 |
| Halley            | 0–3 | 1–4 | 0–1 | —   |

## Fase final

### Cuadro
|  | Semifinales                | Semifinales                | Semifinales                | Semifinales                | Semifinales                |   |         | Final        | Final        | Final        |  |
|  | 31 de julio al 7 de agosto | 31 de julio al 7 de agosto | 31 de julio al 7 de agosto | 31 de julio al 7 de agosto | 31 de julio al 7 de agosto |   |         | 14 de agosto | 14 de agosto | 14 de agosto |  |
|  |                            |                            |                            |                            |                            |   |         |              |              |              |  |
|  |                            |                            |                            |                            |                            |   |         |              |              |              |  |
|  | Fijalán                    | Fijalán                    | 0                          | 2                          | 2                          |   |         |              |              |              |  |
|  | Fijalán                    | Fijalán                    | 0                          | 2                          | 2                          |   |         |              |              |              |  |
|  | Deportivo Colón            | Deportivo Colón            | 1                          | 0                          | 1                          |   |         |              |              |              |  |
|  | Deportivo Colón            | Deportivo Colón            | 1                          | 0                          | 1                          |   | Fijalán | Fijalán      | 0            |              |  |
|  |                            |                            |                            |                            |                            |   | Fijalán | Fijalán      | 0            |              |  |
|  |                            |                            | Portoviejo F. C.           | Portoviejo F. C.           | 2                          |   |         |              |              |              |  |
|  | Portoviejo F. C.           | Portoviejo F. C.           | Portoviejo F. C.           | Portoviejo F. C.           | 2                          | 1 | 4       | 5            |              |              |  |
|  | Portoviejo F. C.           | Portoviejo F. C.           |                            |                            |                            | 1 | 4       | 5            |              |              |  |
|  | Ciudad de Pedernales       | Ciudad de Pedernales       | 0                          | 2                          | 2                          |   |         |              |              |              |  |
|  | Ciudad de Pedernales       | Ciudad de Pedernales       | 0                          | 2                          | 2                          |   |         |              |              |              |  |
|  |                            |                            |                            |                            |                            |   |         |              |              |              |  |

### Semifinales
| Fecha              | Lugar                 | Local                |                                                 | Resultado |                                                 | Visitante            |
| ------------------ | --------------------- | -------------------- | ----------------------------------------------- | --------- | ----------------------------------------------- | -------------------- |
| 1 de agosto, 16:00 | Jama                  | Ciudad de Pedernales |                                                 | 0 – 1     | Bandera de Portoviejo                           | Portoviejo F. C.     |
| 6 de agosto, 12:00 | Portoviejo (Calderón) | Portoviejo F. C.     | Bandera de Portoviejo                           | 4 – 2     |                                                 | Ciudad de Pedernales |
| 31 de julio, 10:00 | Santa Ana             | Deportivo Colón      | Bandera de Portoviejo                           | 1 – 0     | [[Archivo:\|20x20px\|border\|Bandera de Manta]] | Fijalán              |
| 7 de agosto, 12:00 | Chone                 | Fijalán              | [[Archivo:\|20x20px\|border\|Bandera de Manta]] | 2 – 0     | Bandera de Portoviejo                           | Deportivo Colón      |

### Partido por el tercer puesto
| Fecha               | Lugar | Local           |                       | Resultado |  | Visitante            |
| ------------------- | ----- | --------------- | --------------------- | --------- |  | -------------------- |
| 13 de agosto, 15:00 | Manta | Deportivo Colón | Bandera de Portoviejo | 1 – 0     |  | Ciudad de Pedernales |

### Final
| Fecha               | Lugar | Local   |                                                 | Resultado |                       | Visitante        |
| ------------------- | ----- | ------- | ----------------------------------------------- | --------- | --------------------- | ---------------- |
| 14 de agosto, 11:00 | Manta | Fijalán | [[Archivo:\|20x20px\|border\|Bandera de Manta]] | 0 – 2     | Bandera de Portoviejo | Portoviejo F. C. |

| |
| Bandera de Portoviejo                                                                                |
| Campeón Portoviejo Fútbol Club 1.er título Clasificado a los play-offs de la Segunda Categoría 2021. |
| También clasificó Fijalán Fútbol Club como subcampeón y Deportivo Colón como tercer puesto.          |

## Clasificación general
| Pos. | Equipos              | Pts. | PJ | PG | PE | PP | GF | GC | Dif. | Fase en la que concluyó su participación |
| ---- | -------------------- | ---- | -- | -- | -- | -- | -- | -- | ---- | ---------------------------------------- |
| 1.   | Portoviejo F. C. (C) | 25   | 9  | 8  | 1  | 0  | 23 | 6  | +17  | Final                                    |
| 2.   | Fijalán              | 19   | 9  | 6  | 1  | 2  | 19 | 5  | +14  | Final                                    |
| 3.   | Deportivo Colón      | 16   | 9  | 5  | 1  | 3  | 15 | 7  | +8   | Definición del tercer puesto             |
| 4.   | Ciudad de Pedernales | 13   | 9  | 4  | 1  | 4  | 15 | 9  | +6   | Definición del tercer puesto             |
| 5.   | Mao Sport            | 9    | 6  | 3  | 0  | 3  | 11 | 9  | +2   | Primera fase                             |
| 6.   | Germud F. C.         | 3    | 6  | 1  | 0  | 5  | 2  | 13 | −11  | Primera fase                             |
| 7.   | Calceta F. C.        | 3    | 6  | 1  | 0  | 5  | 5  | 19 | −14  | Primera fase                             |
| 8.   | Halley               | 0    | 6  | 0  | 0  | 6  | 1  | 23 | −22  | Primera fase                             |

## Goleadores
| Pos. | Jugador          | Equipo               | Goles |
| ---- | ---------------- | -------------------- | ----- |
| 1    | Angelo Coveña    | Portoviejo F. C.     | 6     |
| 2    | Jefferson Ibarra | Ciudad de Pedernales | 5     |
| 3    | Gianni Cagua     | Portoviejo F. C.     | 4     |
| 4    | Carlos Macías    | Deportivo Colón      | 3     |
| 5    | Ever Quiñónez    | Fijalán              | 3     |